# أكسيد الروبيديوم
أكسيد الروبيديوم هو مركب كيميائي صيغته الكيميائية Rb2O. يعتبر أكسيد الروبيديوم شديد التفاعل مع الماء، وبالتالي لا يُتوقع حدوثه بشكل طبيعي. غالبًا ما يتم حساب محتوى الروبيديوم في المعادن وتقديره من حيث Rb2O. في الواقع، يوجد الروبيديوم عادةً كمكوّن (شائبة في) سيليكات أو ألومينوسيليكات.

## الخصائص
أكسيد الروبيديوم هي مادة صلبة صفراء اللون. أما ألوان أنواعه ذات الصلة فهي Na2O عديمة اللون و K2O شاحب أصفر، و Cs2O برتقالي.
تتبلور أكاسيد الفلزات القلوية في هيكل مضاد للفلوريت. في الشكل المضاد للفلوريت، تنعكس مواضع الأنيونات والكاتيونات بالنسبة لمواضعها في CaF2، مع إحداثيات 4 لأيونات الروبيديوم (رباعي السطوح) وأيونات الأكسيد 8 (مكعب)
.
مثل أكاسيد الفلزات القلوية الأخرى ، يعتبر Rb2O قاعدة قوية. وهكذا ، يتفاعل Rb2O طاردًا للحرارة مع الماء لتكوين هيدروكسيد الروبيديوم.
Rb2O+ H2O → 2 RbOH
لذلك هو رد فعل Rb2O تجاه الماء الذي يعتبر استرطابيا. عند التسخين ، يتفاعل Rb2O مع الهيدروجين إلى هيدروكسيد الروبيديوم وهيدريد الروبيديوم:
Rb2O + H2 → RbOH + RbH

## التركيب
للاستخدام المختبري ، يستخدم RbOH عادةً بدلاً من الأكسيد. يمكن شراء RbOH مقابل كاليفورنيا. 5 دولارات أمريكية / غرام (2006). يعتبر الهيدروكسيد أكثر فائدة وأقل تفاعلًا مع رطوبة الغلاف الجوي وأقل تكلفة من الأكسيد.
بالنسبة لمعظم أكاسيد الفلزات القلوية ، فإن أفضل تخليق لـ Rb2O لا يستلزم أكسدة المعدن ولكن تقليل النترات اللامائية:
10Rb + 2 RbNO3 → 6 Rb2O + N2
نموذجي لهيدروكسيدات الفلزات القلوية، لا يمكن تجفيف RbOH إلى أكسيد. بدلاً من ذلك ، يمكن أن يتحلل الهيدروكسيد إلى أكسيد (عن طريق تقليل أيون الهيدروجين) باستخدام معدن Rb:
2Rb + 2 RbOH → 2 Rb2O + H2
يتفاعل Rb المعدني مع O2 ، كما يتضح من ميله للتلطيخ السريع في الهواء. تكون عملية التلوين ملونة نسبيًا حيث تتم عبر Rb6O ذي اللون البرونزي و Rb9O2 ذو اللون النحاسي. تشتمل الأكاسيد الفرعية للروبيديوم التي تميزت بعلم البلورات بالأشعة السينية على Rb9O2 و Rb6O ، بالإضافة إلى الأكاسيد الفرعية المختلطة Cs-Rb Cs11O3Rbn (n = 1، 2، 3).
المنتج النهائي لأكسجة Rb هو أساسًا RbO2، فوق أكسيد الروبيديوم:
Rb + O2 → RbO2
يمكن بعد ذلك اختزال هذا الفائق إلى Rb2O باستخدام معدن الروبيديوم الزائد:
3Rb + RbO2 → 2 Rb2O